# Galina Nowożyłowa
Galina Grigorjewna Nowożyłowa (ros. Галина Григорьевна Новожилова; ur. 28 listopada 1922; zm. 19 maja 2021) – radziecka aktorka filmowa i głosowa. Zasłużona Artystka RFSRR (1960).

## Filmografia
Role głosowe
- 1947: Konik Garbusek jako Cud Dziewczyna
- 1949: Czarodziejski dzwoneczek
- 1953: Lot na Księżyc
- 1954: Opowieść o polnych kurkach
- 1956: Dwanaście miesięcy jako Królowa
- 1957: Kiedy spełniają się życzenia
- 1960: To ja narysowałem ludzika
- 1964: Calineczka jako Calineczka